# Милован Гушић
Милован Гушић (15. фебруар 1822. Крагујевац — 16. мај 1891. Крагујевац) био је пешадијски капетан прве класе у српској војсци, велики добротвор и задужбинар. Оставио је дубок траг у историји Крагујевца. Сву своју имовину оставио је овом граду, у коме је живео, радио и умро.
Отац му се звао Никола, а мати Вукосава. Никола је био родом из Новог Пазара и право презиме му је Тошић, прозван је Гушић по имену неког Турчина Гуше, у кога је служио. Прешавши у Србију Никола се настанио у селу Гунцатима у Гружи. Доцније се преселио у Крагујевац, где је најпре радо ћурчиски занат а после се одао трговини. С Вукосавом, која је била родом из Гунцата, Никола подигао четири сина: Јована, Милована, Ђорђа, Алексу и две ћерке: Савку и Живку. Никола је умро у пуном јеку живота, оставивши жени и деци једну малу кућу. Милован је надживео сва три брата и обе сестре, као и своју мајку Вукосаву, која је умрла 1885. године.

## Биографија
Милован Гушић свршио је четири разреда основне школе још за живота свог оца, а тим оде на теразијски занат, одликовао се вредноћом и вештином, био је одличан калфа, а касније и самостални мајстор. Био је врло штедљив.--- 1845. год. напушта радњу и добровољно ступа у војску, где је после 7. месеци већ произведен за каплара, потом је даље узнапредовао. Постаје потпоручник пехоте; 1862. год. произведен је у чин капетана друге класе, а 1. октобра 1874. год капетан прве класе, у ком је чину служио све до 1881 год. када је стављен у пензију. 
Као војник у нижим чиновима провео је највише у Крагујевцу и Београду, касније, као официр нешто више у ужичком кругу и  чачанском, а понајвише у родном Крагујевцу. Био је врло погодан за службу. Није лично учествовао у српско-турском рату, али је за то време, као комесар  војне болнице у Крагујевцу, својом савесном службом толико исто користио, колико и они што су били у рату. Био је одликован Таковским Орденом петим за ревносну службу и војничке врлине. 
Пошто је пензионисан, живео је повучено све до своје смрти. Преминуо је у четвртакј, у 19 часова  16. маја 1881. године. Сахрањен је на градском гробљу са војничким почастима. Погребу су присуствовали: цео официрски кор, наставници свих тадашњих школа, чиновништво свих струка и многобројно грађанство.

## Тестамент
У својој кући 8. јануара 1881. године пише свој тестамент који гласи:
,,Осећам да сам много ослабио. Може ме лако наћо смрт, које се ни мало не плашим. Да би преупредио. да се после моје смрти не изроде парнице, око наслеђа мога имања, а нарочито, да би, бар какав спомен после себе оставио, ја при чистој савести и здравом разуму наређујем, да ово што ћу овде казати, буде са мојим покретним и непокретним имањем и свом мојом имовнином...."
Члан 8. који се тиче поштовања Гушићевог гроба и освештавања гласи:
,,...Молим све свештенике и општинску власт, да мотре, да се моја и породична гробница не искваре, а кад примете, да је што на њима искваерно, одмах то јаве Одбор, те да оправку изврше."

## Оставштина
Милован Гушић је граду Крагујевцу поклонио неколико објеката у којима су данас смештене образовне и институције културе. Један од њих је зграда у којој је од 1903. била смештена Виша женска школа, затим Женска реална гимназија, а данас је ова зграда део Основне школе „Радоје Домановић”.
Један од најрепрезентативнијих објеката који је остао иза Гушића свакако је Хотел Зеленгора у самом центру Крагујевца, који је он и основао и који је у почетку носио име Гранд хотел Гушић. Доласком комуниста на власт, зграду су изменили, скинули капелу с једне зграде која се налазила код Крста, и поставили је на некадашњи Гушићев хотел.

## Почасти
Једна улица у центру Крагујевца носи име добротвора Милована Гушића. У њој се налази и једна од зграда коју је овај добротвор поклонио граду, а у којој је данас ОШ „Радоје Домановић”.